# Citharacanthus cyaneus
Citharacanthus cyaneus är en spindelart som först beskrevs av Rudloff 1994.  Citharacanthus cyaneus ingår i släktet Citharacanthus och familjen fågelspindlar.
Artens utbredningsområde är Kuba. Inga underarter finns listade i Catalogue of Life.